# Municipio de Dallas (Míchigan)
El municipio de Dallas (en inglés: Dallas Township) es un municipio ubicado en el condado de Clinton en el estado estadounidense de Míchigan. En el año 2010 tenía una población de 2369 habitantes y una densidad poblacional de 25,05 personas por km².

## Geografía
El municipio de Dallas se encuentra ubicado en las coordenadas 42°59′36″N 84°46′1″O / 42.99333, -84.76694. Según la Oficina del Censo de los Estados Unidos, el municipio tiene una superficie total de 94.57 km², de la cual 94,25 km² corresponden a tierra firme y (0,34 %) 0,32 km² es agua.

## Demografía
Según el censo de 2010, había 2369 personas residiendo en el municipio de Dallas. La densidad de población era de 25,05 hab./km². De los 2369 habitantes, el municipio de Dallas estaba compuesto por el 98,02 % blancos, el 0,25 % eran afroamericanos, el 0,08 % eran amerindios, el 0,42 % eran asiáticos, el 0,46 % eran de otras razas y el 0,76 % eran de una mezcla de razas. Del total de la población el 1,94 % eran hispanos o latinos de cualquier raza.